# Geoparque de Arouca

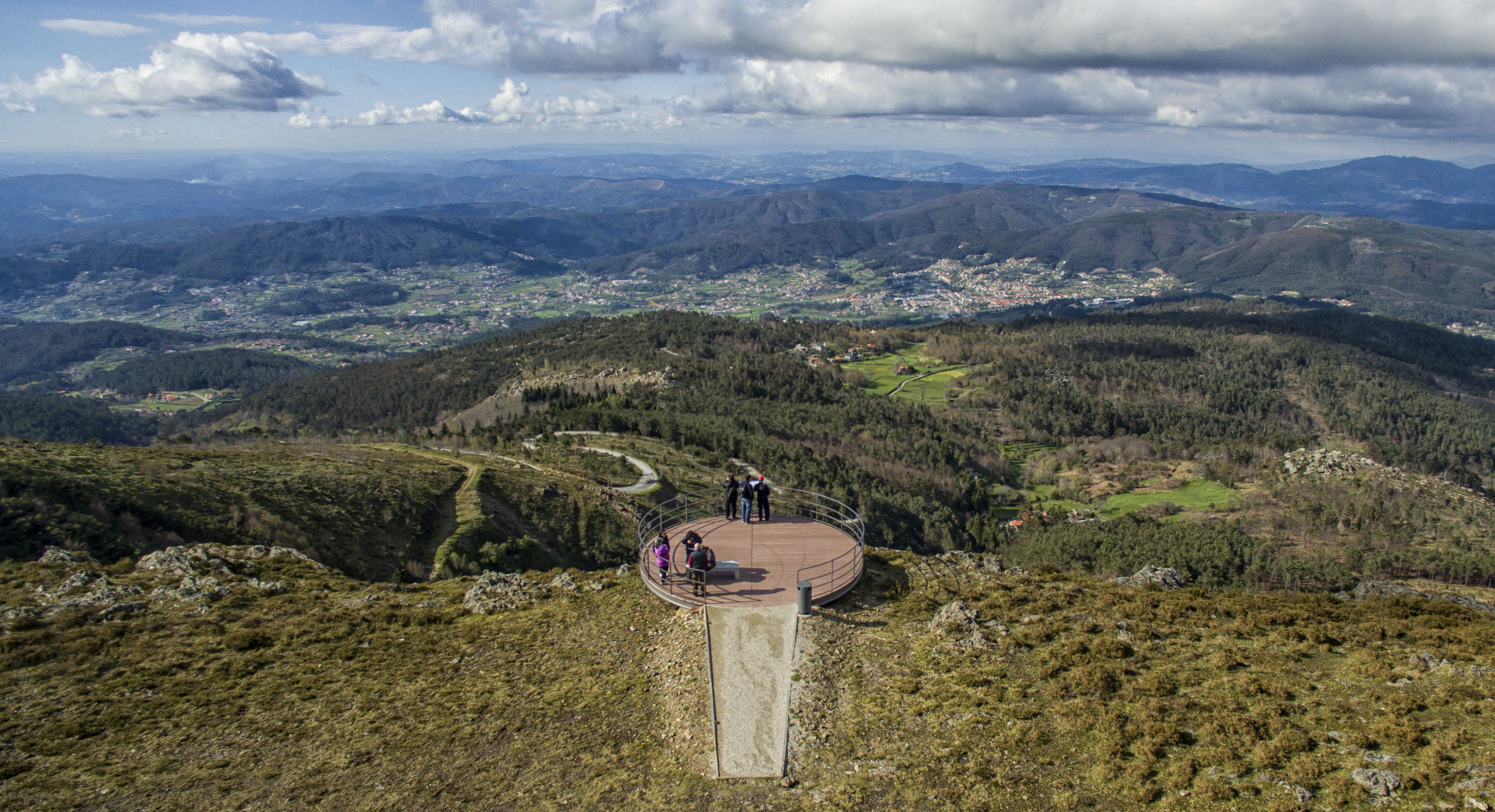
Geossítio - Panorâmica do Detrelo da Malhada

O Arouca Geopark corresponde à área administrativa do concelho de Arouca, município da Área Metropolitana do Porto, da Região do Norte de Portugal e do distrito de Aveiro. Abrange uma parte considerável da Serra da Freita e os Passadiços do Paiva.
Originado em 2005 e formalmente criado em 2007, integra a Rede Mundial de Geoparques desde 22 de Abril de 2009.
O seu coordenador científico é Artur Agostinho de Abreu e Sá, desde a sua criação.
Foram inventariados 41 locais de interesse geológico, demonstrando a elevada riqueza geodiversidade da área.

## Geossítios

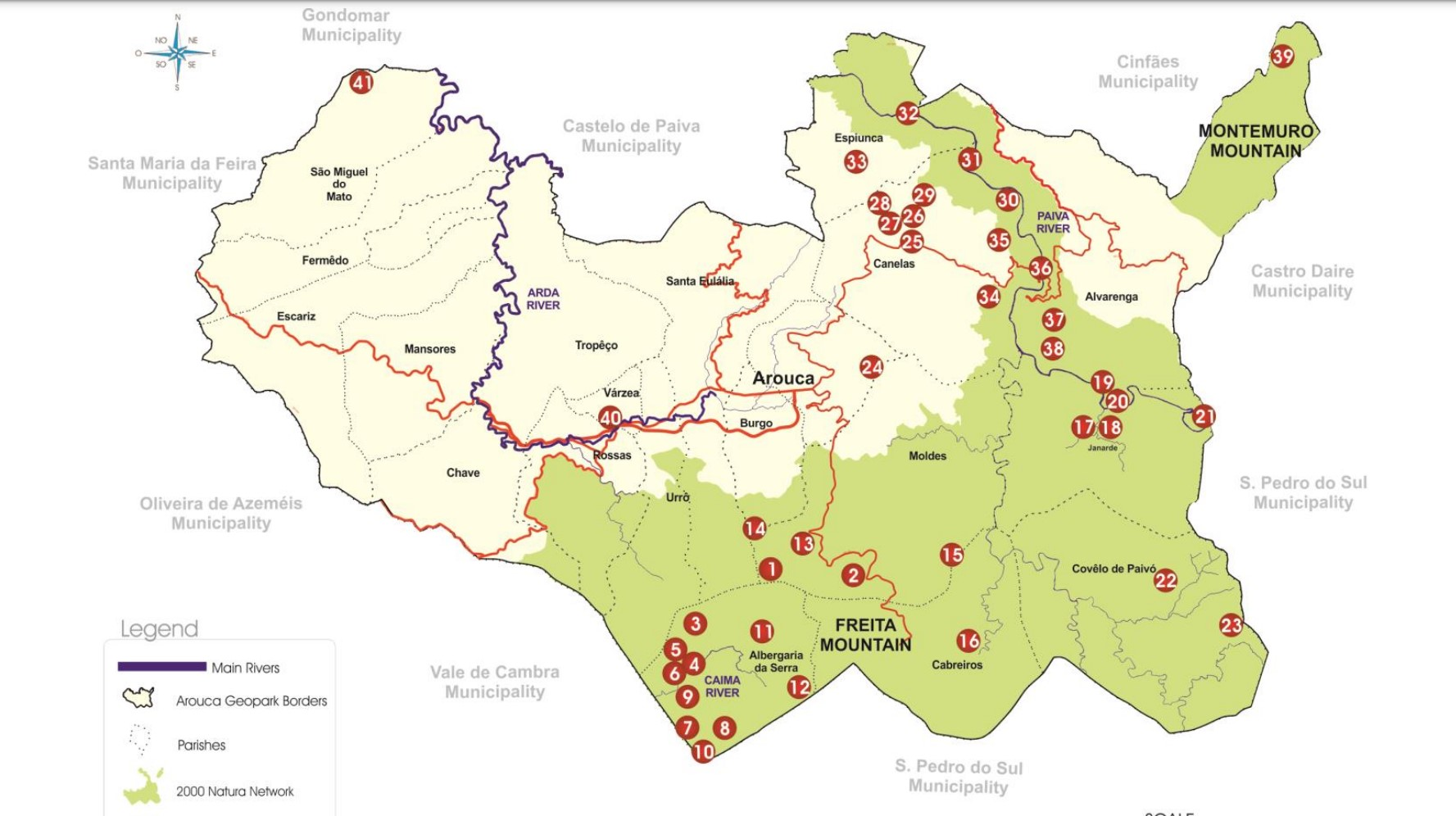

Do conjunto de 41 geossítios identificados, destacam-se quatro de importância internacional, nomeadamente a Frecha da Mizarela (maior queda de água de Portugal), a coleção de fósseis do Centro de Interpretação Geológica de Canelas (com as maiores trilobites do mundo) e o Campo de Dobras da Castanheira. 
| #  | Nome                                                               | Imagem | Localização                 | Descrição                                 |
| -- | ------------------------------------------------------------------ | ------ | --------------------------- | ----------------------------------------- |
| 1  | Panorâmica do Detrelo da Malhada                                   |        | 40° 53′ 08″ N, 8° 15′ 18″ O | Miradouro                                 |
| 2  | Côto do Boi                                                        |        | 40° 53′ 03″ N, 8° 13′ 59″ O |                                           |
| 3  | São Pedro Velho                                                    |        | 40° 52′ 31″ N, 8° 16′ 51″ O | Domo granítico                            |
| 4  | Marmitas de Gigante do Caima                                       |        | 40° 51′ 48″ N, 8° 16′ 56″ O |                                           |
| 5  | Contacto Litológico da Mizarela                                    |        | 40° 52′ 00″ N, 8° 17′ 11″ O |                                           |
| 6  | Frecha da Mizarela                                                 |        | 40° 51′ 47″ N, 8° 16′ 58″ O | Cascata mais alta de Portugal Continental |
| 7  | Pedras Parideiras                                                  |        | 40° 51′ 01″ N, 8° 17′ 00″ O |                                           |
| 8  | Campo de Dobras da Castanheira                                     |        | 40° 50′ 51″ N, 8° 16′ 17″ O |                                           |
| 9  | Filão de Quartzo de Cabaços                                        |        | 40° 51′ 26″ N, 8° 16′ 51″ O |                                           |
| 10 | Panorâmica da Costa da Castanheira                                 |        | 40° 50′ 42″ N, 8° 16′ 47″ O | Miradouro                                 |
| 11 | Pedras Boroas do Junqueiro                                         |        | 40° 52′ 03″ N, 8° 15′ 41″ O |                                           |
| 12 | Pias do Serlei                                                     |        | 40° 51′ 21″ N, 8° 15′ 42″ O |                                           |
| 13 | Quartzodiorito de Espinho (Pedras Cebola)                          |        | 40° 53′ 42″ N, 8° 14′ 58″ O |                                           |
| 14 | Bolas quartzodioríticas dos Viveiros da Granja (Pedras Cebola)     |        | 40° 53′ 31″ N, 8° 15′ 29″ O |                                           |
| 15 | Minas da Pena Amarela                                              |        | 40° 53′ 28″ N, 8° 12′ 12″ O | Minas de volfrâmio                        |
| 16 | Minas de Rio de Frades                                             |        | 40° 52′ 31″ N, 8° 11′ 19″ O | Minas de volfrâmio e estanho              |
| 17 | Icnofósseis de Mourinha                                            |        | 40° 55′ 10″ N, 8° 09′ 23″ O | Icnofóssil                                |
| 18 | Livraria do Paiva                                                  |        | 40° 55′ 11″ N, 8° 09′ 22″ O |                                           |
| 19 | Conheiros de Janarde                                               |        | 40° 55′ 32″ N, 8° 09′ 13″ O |                                           |
| 20 | Meandros do Paiva                                                  |        | 40° 55′ 38″ N, 8° 08′ 57″ O |                                           |
| 21 | Icnofósseis de Meitriz                                             |        | 40° 55′ 28″ N, 8° 07′ 13″ O | Icnofóssil                                |
| 22 | Minas de Regoufe                                                   |        | 40° 52′ 43″ N, 8° 08′ 07″ O | Minas de volfrâmio e estanho              |
| 23 | Portal do Inferno e Garra                                          |        | 40° 52′ 24″ N, 8° 06′ 34″ O |                                           |
| 24 | Panorâmica da Senhora da Mó                                        |        | 40° 56′ 00″ N, 8° 13′ 29″ O | Miradouro                                 |
| 25 | Coleção de fósseis do Centro de Interpretação Geológica de Canelas |        | 40° 57′ 45″ N, 8° 12′ 56″ O | Centro de Interpretação                   |
| 26 | Glaciação Ordovícica                                               |        | 40° 57′ 51″ N, 8° 13′ 23″ O |                                           |
| 27 | Afloramento do Silúrico Inferior                                   |        | 40° 57′ 53″ N, 8° 13′ 27″ O |                                           |
| 28 | Conglomerado do Carbónico                                          |        | 40° 57′ 57″ N, 8° 13′ 36″ O |                                           |
| 29 | Gralheira d'Água                                                   |        | 40° 58′ 06″ N, 8° 13′ 16″ O |                                           |
| 30 | Vau                                                                |        | 40° 58′ 36″ N, 8° 11′ 22″ O | Praia fluvial                             |
| 31 | Gola do Salto                                                      |        | 40° 58′ 59″ N, 8° 11′ 36″ O |                                           |
| 32 | Falha da Espiunca                                                  |        | 40° 59′ 37″ N, 8° 12′ 41″ O | Falha geológica                           |
| 33 | Icnofósseis de Vila Cova                                           |        | 40° 58′ 23″ N, 8° 14′ 46″ O | Icnofóssil                                |
| 34 | Icnofósseis de Vilarinho                                           |        | 40° 57′ 19″ N, 8° 12′ 26″ O | Icnofóssil                                |
| 35 | Cascata das Aguieiras                                              |        | 40° 57′ 55″ N, 8° 10′ 22″ O | Cascata                                   |
| 36 | Garganta do Paiva                                                  |        | 40° 57′ 28″ N, 8° 10′ 27″ O | Garganta epigenética                      |
| 37 | Icnofósseis de Cabanas Longas                                      |        | 40° 56′ 33″ N, 8° 10′ 24″ O | Icnofóssil                                |
| 38 | Mira Paiva                                                         |        | 40° 56′ 14″ N, 8° 10′ 21″ O |                                           |
| 39 | Pedra Posta                                                        |        | 41° 00′ 27″ N, 8° 06′ 09″ O | Miradouro                                 |
| 40 | Pedra Má                                                           |        | 40° 55′ 54″ N, 8° 19′ 33″ O | Hornfels                                  |
| 41 | Panorâmica de Sobreiros                                            |        | 41° 00′ 10″ N, 8° 23′ 28″ O | Miradouro                                 |

## Fauna e flora
Cerca de 47% da área do território do Geopark Arouca é protegida pela Rede Natura 2000, nomeadamente três Sítios de Interesse Comunitário: Sítio Serra da Freita e Arada, Sítio Rio Paiva e Sítio Serra de Montemuro.
No Geopark Arouca pode ser observado o Anarrhinum longipedicellatum, comumente conhecido como maceróvia-pendunculada. ESta flor é um endemismo lusitano limitado às bacias hidrográficas do Vouga e do Paiva.